# Gold (film 2022)
Gold è un film del 2022 diretto da Anthony Hayes.

## Trama
Due uomini che viaggiano per l'Australia in cerca di pepite d'oro trovano un vero tesoro: una grandissima pepita ma molto difficile da estrarre. Quando i due si separeranno per cercare qualcosa per estrarla uno dei due dovrà cercare di sopravvivere ai pericoli del deserto e cercare di non pensare al fatto che potrebbe essere stato abbandonato.

## Distribuzione
Il film è stato distribuito nelle sale cinematografiche italiane a partire dal 30 giugno 2022.